# Jirbat Yiddin

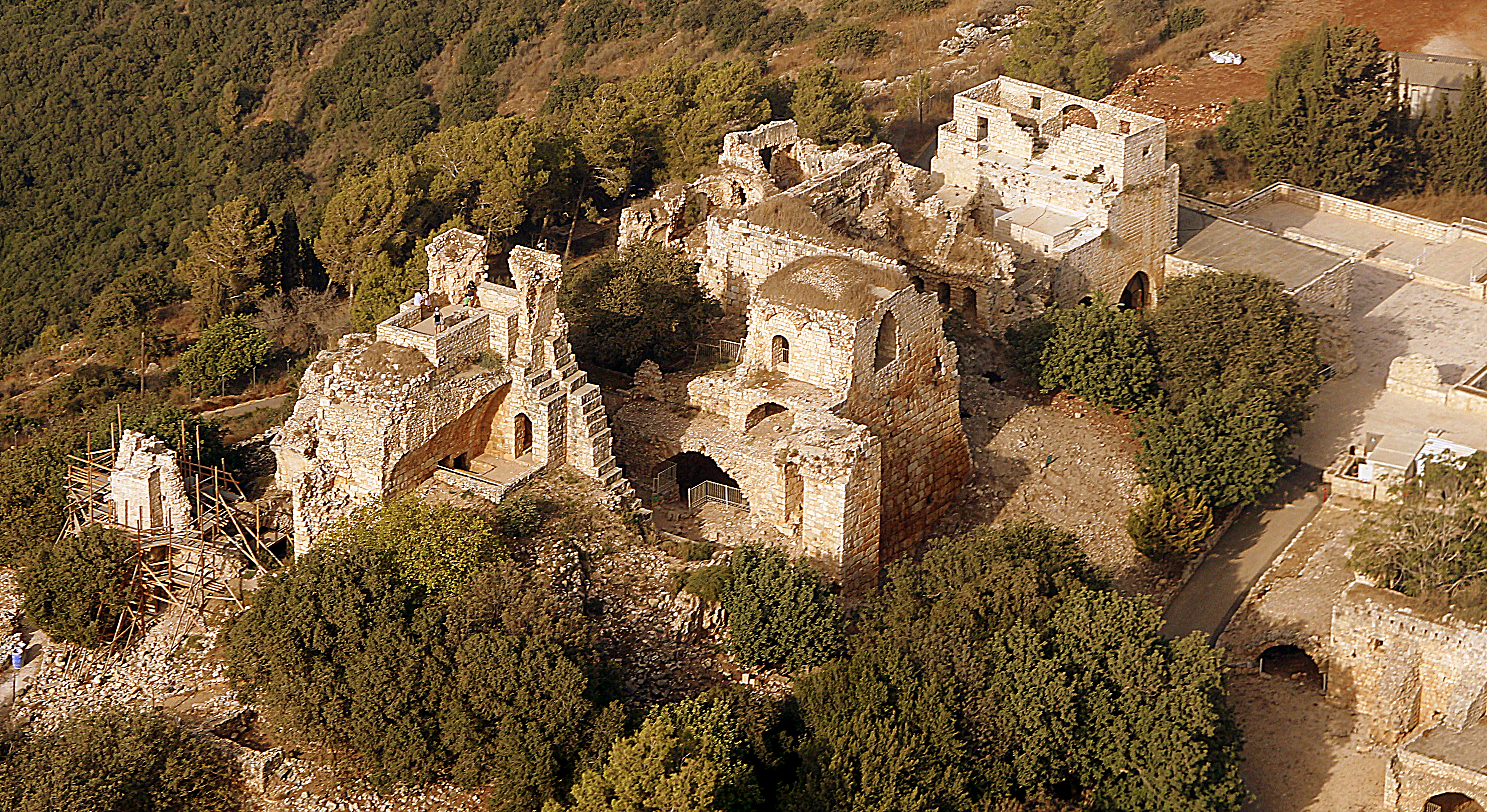
Ruinas Jirbat Yiddin.

Jirbat Yiddin (en árabe: خربة جدين‎, "ruinas de Yiddin"), conocida en el reino de Jerusalén como Yudin, fue una fortaleza otomana en la Alta Galilea occidental, construida inicialmente como un castillo cruzado por la Orden Teutónica alrededor de 1220, 16 km al nordeste de la ciudad de Acre, que era en aquel momento la capital del reino de Jerusalén. El castillo fue destruido por el sultán mameluco Baibars en algún momento entre 1268 y 1271 y quedó en ruinas hasta que fue reconstruido y ampliado por el gobernante árabe Zahir al-Umar como Qal'at Yiddin (قلعة جدين, "castillo de Jiddin") en la década de 1760, para ser destruido de nuevo alrededor de 1775 por Jazzar Pasha. La arruinada fortaleza, conocida como Jirbat Jiddin, fue habitada más tarde por la tribu beduina al-Suwaytat.
De acuerdo al censo de 1945, había mil quinientos musulmanes viviendo en el área. El territorio de Jirbat Jiddin se extendía por 7.587 dunams, de los cuales no obstante, sólo treinta y cuatro fueron registrados oficialmente como cultivables. 4.238 dunams eran propiedad de árabes y 3.349, de judíos. El kibbutz Yehiam fue establecido en el área en 1946. Dos años más tarde se estableciría el kibbutz Gaatón.
En la actualidad, las ruinas del castillo son la parte central del Parque nacional Fortaleza de Yehi'am.

## Historia

### Período cruzado
El emplazamiento estuvo habitado durante el período bizantino, probablemente fuera parte del feudo de Mergelkolon (hoy Majd al-Krum). Los cruzados llamaron al lugar Yudin o Yudyn. La Orden Teutónica lo adquirió junto con el pueblo de Shifaya de Estefanía de Milly en 1208 y poco después de mayo de 1220 inició la construcción de un castillo. El castillo fue construido alrededor de dos torres o bergfried, con una muralla exterior. En 1283, Burcardo de Monte Sion describía un castillo arruinado en el emplazamiento que había pertenecido a los teutones. Marino Sanuto, en 1322, todavía hablaba de él como el castillo que había pertenecido a los mismos.

### Período otomano

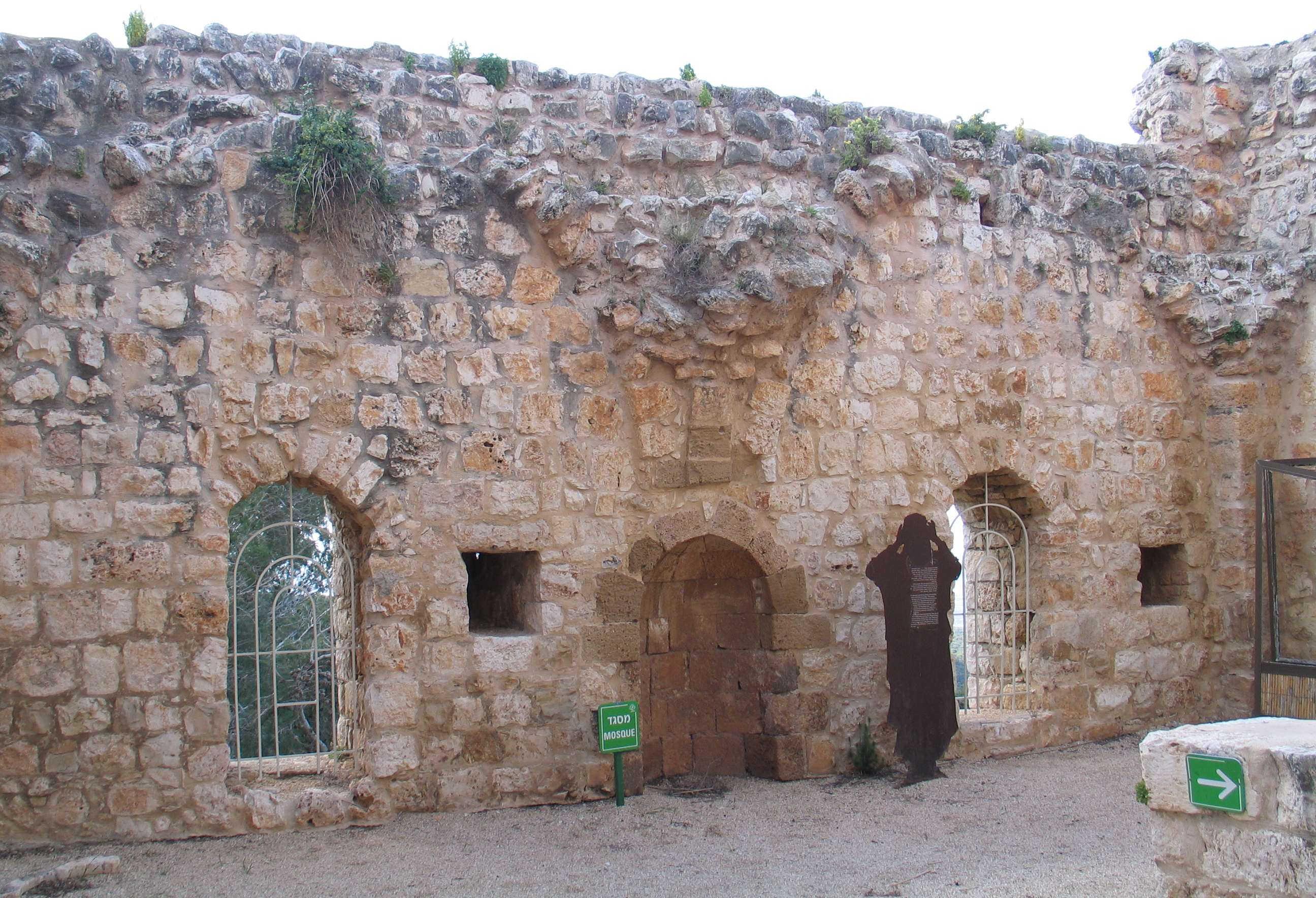
Mezquita de la fortaleza.

El territorio, a principios del siglo XVIII, pertenecía al jeque local Mahd al-Hussein. La fortaleza, tal y como existe en la actualidad, fue reconstruida en el siglo XVIII por Zahir al-Umar, el líder beduino que lo derrotó y subyugó Galilea convirtiéndose en el gobernador otomano de la región. Fue al-Umar quien reconstruyó las murallas y torres, la mota, así como la portada. El salón del piso inferior era la residencia e incluía una pequeña mezquita y unos pequeños baños, suministrados con el agua de los pozos. El techo de la sala descansaba sobre una serie de pilares cuadrados en la ladera. Los muros incorporaron nidos de artillería. La mezquita era un pequeño edificio cuadrado cubierto por cuatro bóvedas sostenidas por un pilar central.
Un italiano, Giovanni Mariti, que visitó Geddin en la década de 1760, indicó que había sido recibido con generosidad por el jeque local que defendía el lugar para Zahir. Jazzar Pasha destruiría la fortaleza alrededor de 1775.
Un mapa de Pierre Jacotin de 1799 de la invasión napoleónica lo muestra con el nombre de Chateau de Geddin. El explorador francés Victor Guérin lo visitó en 1875, y lo describe así:

Dos grandes torres cuadradas, privadas de su piso superior, aún están ahí, parcialmente erguidas, y contienen varias cámaras hoy en muy mal estado. A las escaleras que llevan a ellas les faltan parte de sus peldaños para hacer más difícil el acceso. Por debajo hay almacenes y despensas, cuyas bóvedas descansan en varias líneas de arcadas. Las cisternas excavadas en la roca se halla bajo un patio pavimentado. Por debajo y cerca del castillo hay un segundo recinto, flanqueado por torres semicirculares, que contiene los restos de numerosas casas y cisternas."

Cuando Kitchener inspeccionó el lugar en 1877, encontró el lugar «bastante desocupado, aunque hay varias cámaras y bóvedas que podrían servir como habitaciones»."

### Mandato británico
Las ruinas fueron más tarde habitadas por beduinos de la tribu al-Suwaytat cuya ocupación principal era la ganadería. En las estadísticas de 1945, también cultivaban cebada y tabaco en 22 dunams de tierra. Al mismo tiempo, los judíos cultivaban los restantes 32 dunam registrados como cultivables. La propiedad de los 7.587 dunams de tierra se repartía entre los musulmanes (4.238) y judíos (3,349)..

### Guerra de 1948
En 1946 se organizó en el territorio del asentamiento beduino el kibbutz Yehiam. Jirbat Yiddin estaba en el territorio determinado como estado árabe en el Plan de partición de Naciones Unidas de 1947. El 11 de julio de 1948, durante guerra árabe-israelí, fue capturado por la Brigada Sheva' como parte de la operación Dekel. 

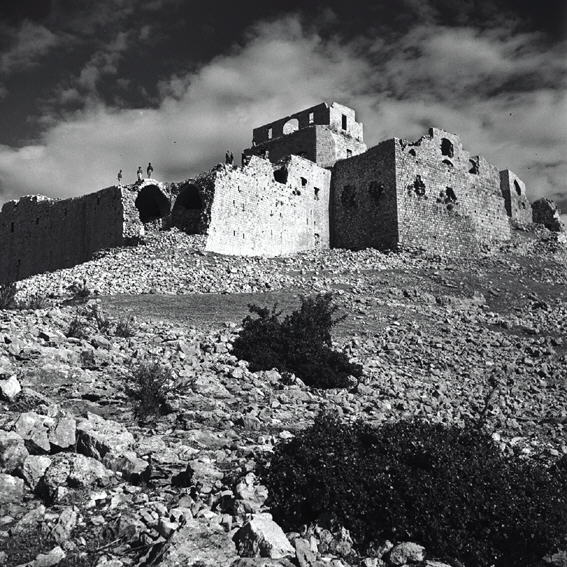
La fortaleza en 1946.
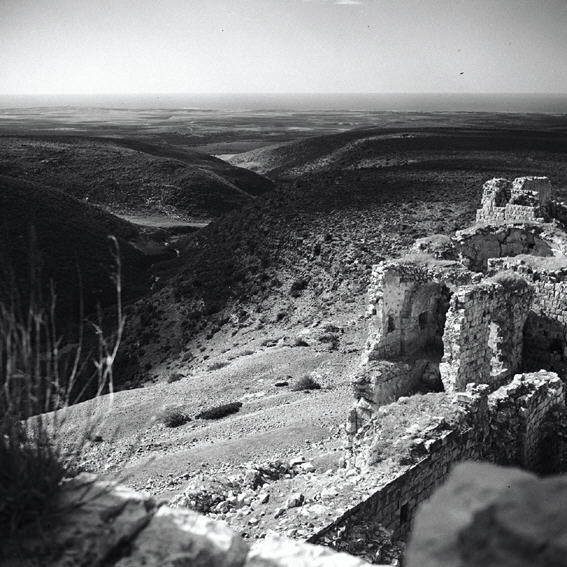
Vista desde la fortaleza en 1946.
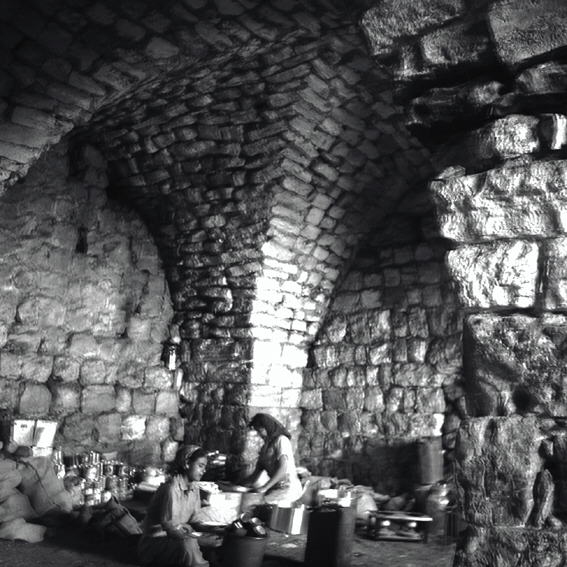
Interior de la fortaleza, 1946.